# Fontego dei Tedeschi
La Fondago dei Tedeschi ou Fondaco dei Tedeschi (en vénitien Fòntego dei Todeschi, en français : « comptoir des Allemands ») est un édifice de style vénéto-Renaissance situé à Venise en Italie, surplombant le Grand Canal dans une position adjacente au pont du Rialto, dans le quartier de San Marco.

## Histoire

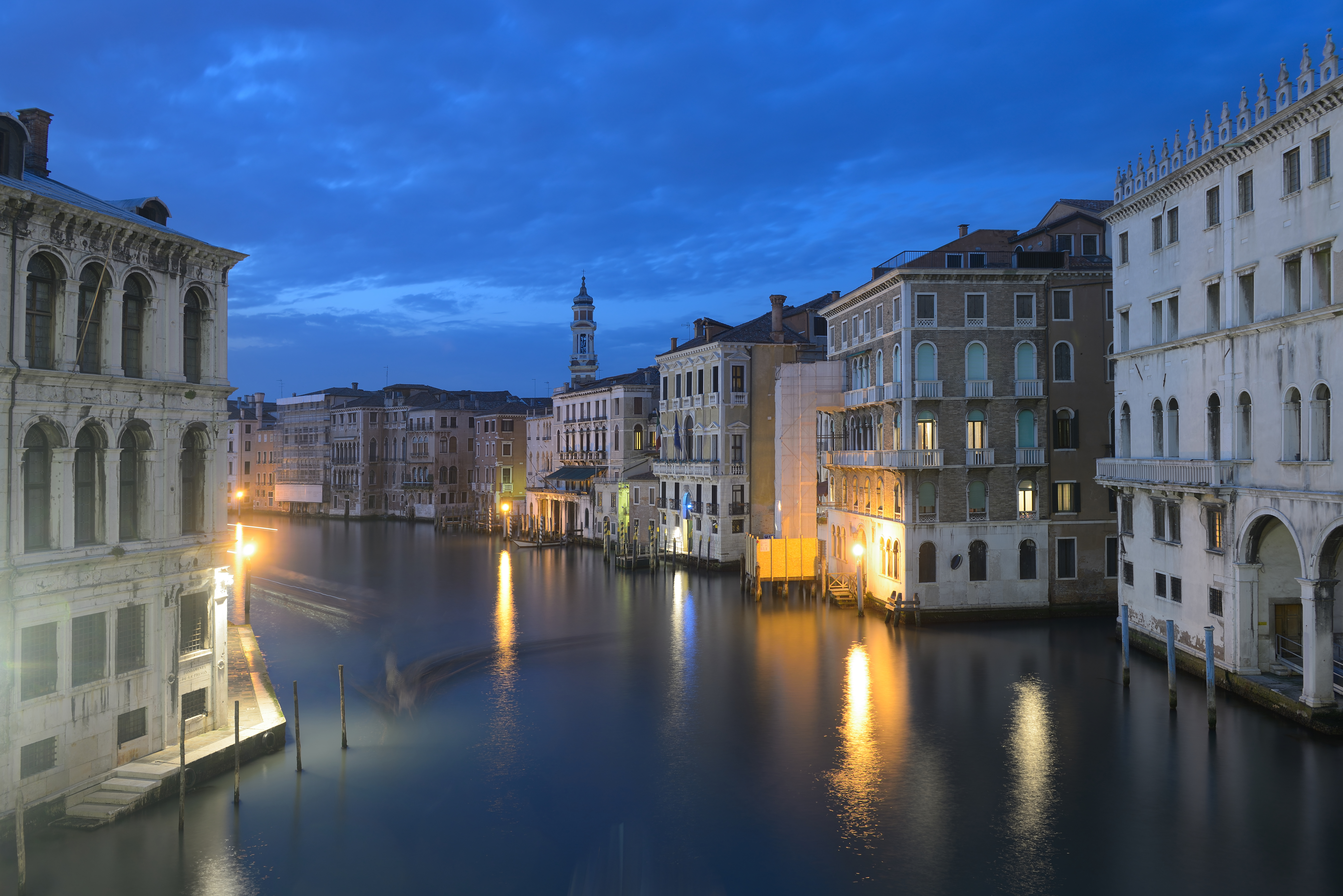
Vue du pont du Rialto avec la Fondaco à droite.

Les premiers marchands et artisans allemands à la recherche de travail se sont installés à proximité de l'église San Bartolomeo dans la ville lagunaire de Venise. Un document des archives vénitiennes de décembre 1213, par exemple, mentionne un orfèvre « Bernardus Teotonicus »,.
Les négociants allemands étant nombreux dès le XIIIe siècle, le Sénat leur assigne, comme pour le Fondaco dei Turchi, une bâtisse sur le Grand Canal, contigu au pont du Rialto, à usage d'habitation et de dépôt de marchandises importées de ou à exporter vers l'Allemagne. Sur la base du contrat de vente au conseil de la république de Venise pour la terre, certains historiens datent les débuts du Fondaco à 1222, d'autres se rapprochent de 1225, mais la plupart de 1228. Le bâtiment est mentionné pour la première fois dans un document en décembre 1228. Cependant, le terme « Fondaco dei Tedeschi » est utilisé pour la première fois en 1268. Une institution ayant une fonction similaire existait probablement à Venise avant 1200, bien qu'elle ne soit pas réunie dans un seul bâtiment.
C'est le point de débarquement des marchandises transportées par les marchands allemands de Nuremberg, Judenburg et Augsbourg et le lieu de résidence obligatoire des marchands allemands, ce qui permet aux Vénitiens d'y servir d'interprètes et d'intermédiaires dans les affaires. À la fin du XIVe siècle, le palais abrite également les bureaux locaux de la famille Fugger, marchands et banquiers allemands bien connus.
Ce bâtiment, qui est dénommé à cette époque déjà Fontego (de fondouk, entrepôt) des Allemands, est agrandi au XIVe siècle en incluant les maisons des Polani.
Au début du XVIe siècle, les marchands de Nuremberg partagent avec ceux d'Augsbourg, le monopole de ce qui constitue le plus important comptoir commercial germanique. Au cours des repas pris en commun que le règlement leur impose, ils président alors officiellement la table réunissant leurs confrères de Cologne, de Bâle, de Strasbourg, de Francfort et de Lübeck. L'implantation durable des Nurembergeois à Venise permet de procéder à d'importants transferts grâce au commerce de matières premières provenant des régions nordiques (cuir, fourrure, métaux, corne, laine, lin) et d'importer ,en retour, des marchandises venues du monde entier, notamment des épices (poivre, gingembre, cumin, safran), de la soie et du coton.
Le bâtiment d'origine est victime d'un incendie qui le réduit en cendres dans la nuit du 27 au 28 janvier 1505 ; en moins de cinq mois le Sénat vénitien a déjà décidé de le reconstruire. Une reconstruction complète a lieu entre 1505 et 1508. Contrairement à d'autres palais du Grand Canal, il est décidé de ne pas recourir à des décorations en marbre, mais d'embellir les espaces libres entre les fenêtres avec des fresques, pour lesquelles Giorgione et son jeune élève Titien sont appelés. Selon Dolce, qui écrit en 1557, la Justice de Titien, peinte sur le côté de la calle, était si belle qu'elle fut confondue avec l'œuvre du maître Giorgione, générant un conflit entre les deux. Le Sénat abrite provisoirement les Allemands dans les maisons des Lipoman sur le rio de Santa Fosca, tandis que l'entrepôt est reconstruit ; la reconstruction est attribuée à Pietro Lombardo, puis plus tard à Giovanni Giocondo de Vérone sous la direction d'Antonio Abbondi, tandis que le décret du Sénat l'attribue à un allemand inconnu prénommé Hieronymo (Girolamo).
En 1508, la fin des travaux est célébrée par une messe solennelle et la même année, une dispute sur le paiement des fresques de Giorgione suggère que la décoration extérieure est également complète. Les marchands allemands de Venise du « Fondaco dei Tedeschi » commandent un grand tableau à Albrecht Dürer pour l'église San Bartolomeo', La Vierge de la fête du rosaire. Vers 1760, les fresques de Titien (façade terrestre) et Giorgione (façade côté canal) sont encore assez lisibles, comme en témoigne une série de gravures d'Anton Maria Zanetti.
Les fondaco sont présidés par trois patriciens, appelés Visdomini, un peseur de marchandises public, deux comptables et un fonticajo (ou tuteur).
L'entrepôt des Allemands est visité chaque année, la veille de Noël et le dernier jour de l'année, par le clergé de l'Église San Bartolomeo. Il s'y tinrent de nombreuses fêtes et aux XVIe et XVIIe siècles il y eut la coutume de célébrer trois jours et trois nuits avant, l'ouverture du carnaval, par des bals masqués public.
À la chute de la république de Venise en 1797, l'institution commerciale du fontego est supprimée définitivement comme les autres fonteghi de la ville et la propriété confisquée par le domaine public. Au XIXe siècle, la figure de proue de ces marchands est Vittorio Tedeschi, qui entretientit de bonnes relations avec la noblesse de Transylvanie et l'Autriche-Hongrie.
De 1870 à 2011, le bâtiment abrite le bureau de poste principal de Venise. Il est vendu au groupe Benetton en 2008. Le nouveau propriétaire souhaite que le complexe soit transformé en centre commercial et d'exposition par l'architecte néerlandais Rem Koolhaas pour un montant de 53 millions d'euros. Ces plans rencontrent la résistance de la population de Venise et sont finalement rejetés par le Comité national d'architecture fin mai 2012, suivant les recommandations du Comité Scientifique de l'Architecture et du Paysage du Ministère National de la Culture et des Autorités Vénitiennes des Monuments. Le Comité national voit dans les changements massifs prévus à la structure du bâtiment (par ex., la construction d'un étage supplémentaire par démolition partielle de la toiture, l'installation supplémentaire d'escaliers mécaniques dans la cour et l'installation d'un quai flottant sur le Grand Canal) un fort « caractère anti-historique » qui n'est pas approprié à la « signification historique d'un tel bâtiment ». Les protestations conduisent à une refonte de grande envergure par l'OMA, le bâtiment rouvre finalement le 1er octobre 2016 en tant que centre commercial exploité par le groupe de luxe LVMH, avec également d'un pôle culturel ouvert au public. Le bail expirant en 2025, ne sera pas renouvelé par LVMH qui met fin à l'exploitation commerciale du magasin de luxe installé dans l'enceinte du palais.

## Rôle et importance économiques

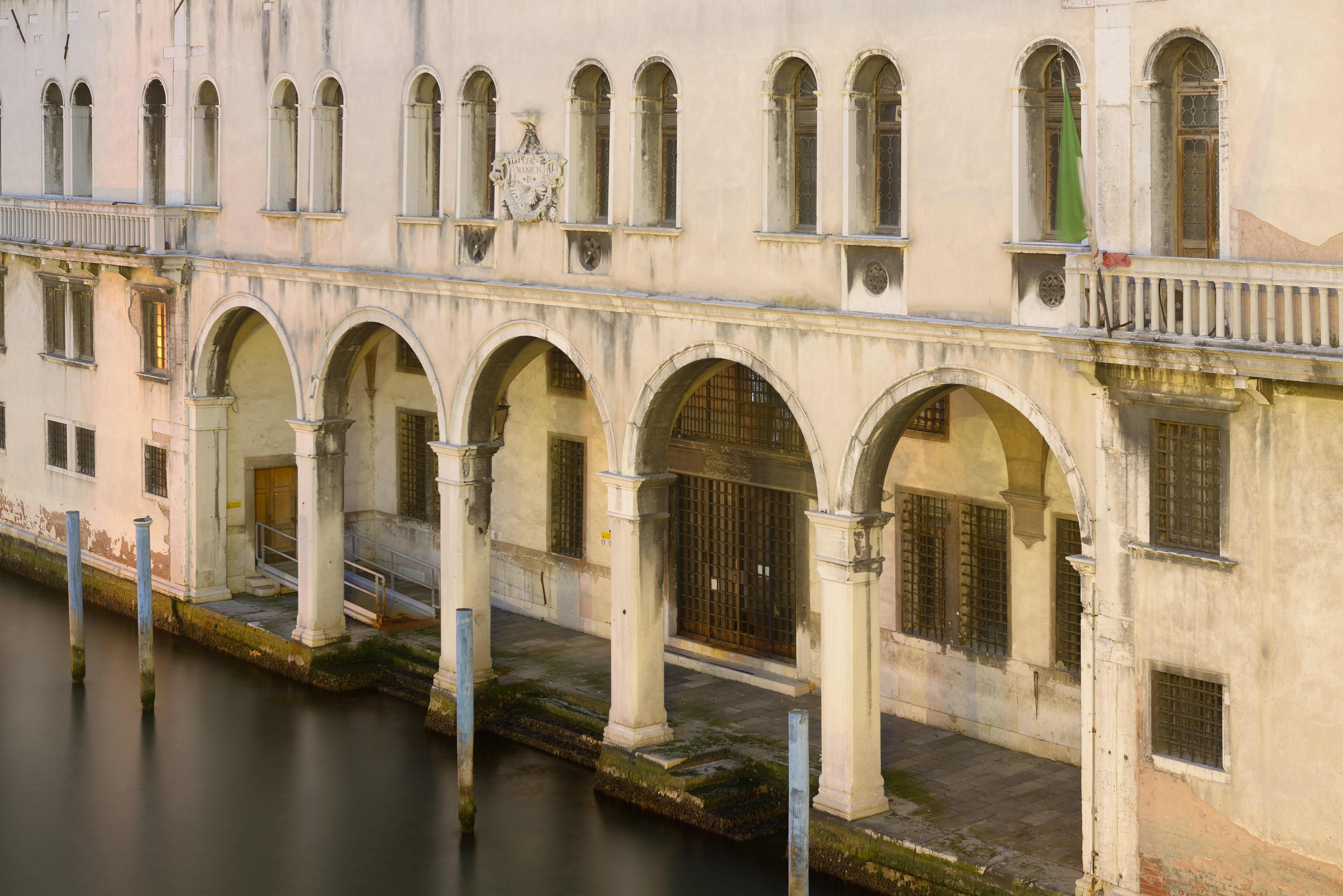
Débarcadère sur le Grand Canal.

Les marchandises étaient chargées et déchargées par les arcades ouvertes du rez-de-chaussée. Les résidents étaient sous surveillance vénitienne. Comme pour beaucoup d'autres réalisations, les Vénitiens avaient adopté le concept d'une maison de commerce et même le nom d'« Orient », qu'ils connaissaient bien et où ils étaient eux-mêmes contraints de vivre et de faire le commerce des fondachi. L'objectif principal de la concentration était de percevoir un droit de douane, la tassa doganale. Les marchands étrangers d'Europe du Nord et d'Europe centrale devaient vivre et installer leur bureau, c'est-à-dire leur propre entrepôt, dans le Fondaco dei Tedeschi. Après leur arrivée dans la ville lagunaire, il était strictement interdit aux chalands de transporter les marchandises à un autre endroit. Il était également interdit aux habitants de Venise d'accueillir des marchands ; cependant, ils n'ont pas strictement respecté cette exigence. Les autres visiteurs qui n'étaient pas commerçants étaient libres de choisir un logement dans la ville.
Jusqu'au XVIIIe ou XIXe siècle, le terme « allemand » désigne aussi les Hongrois, Autrichiens et Flamands qui ont obtenu l'usage exclusif du Fondaco. Il y avait deux tables pour les repas au Fondaco, ce qui reflétait aussi en partie l'ordre de préséance : la table de Ratisbonne était considérée comme la deuxième ligue ; elle comprenait des marchands de Ratisbonne, Augsbourg, Ulm, Biberach, Ravensbourg, Constance, Vienne, Enns, Linz, Gmunden, Salzbourg et Ljubljana. La première ligue, la table de Nuremberg, accueillait les habitants de Nuremberg, Cologne, Bâle, Strasbourg, Spire, Worms, Mayence, Francfort-sur-le-Main et Lübeck. Des familles de commerçants bien connues faisaient du commerce dans le Fondaco dei Tedeschi dont les Imhoff, Koler, Kreß, Mendel et Paumgartner de Nuremberg, et les Fugger et Höchstetter de Augsbourg.
Les marchands importaient principalement des épices de Venise : safran, poivre, gingembre, muscade, clous de girofle, cannelle et sucre. La bourse de Nuremberg servait de lien commercial entre l'Italie et d'autres centres économiques européens. Des aliments connus et appréciés dans la région méditerranéenne, tels que l'huile d'olive, les amandes, les figues, les citrons et les oranges, les confitures et les vins tels que le Malvasia et le Chierchel ont trouvé leur chemin de la mer Adriatique à Nuremberg. A cela s'ajoutent d'autres produits de valeur tels que les coraux, les perles, les pierres précieuses, les produits de la verrerie de Murano et de l'industrie textile, comme par ex., les tissus de soie, draps de coton et de damas, velours, brocart, fil d'or, camelot et bocassin. Du papier et des livres complètent la liste.

## Description

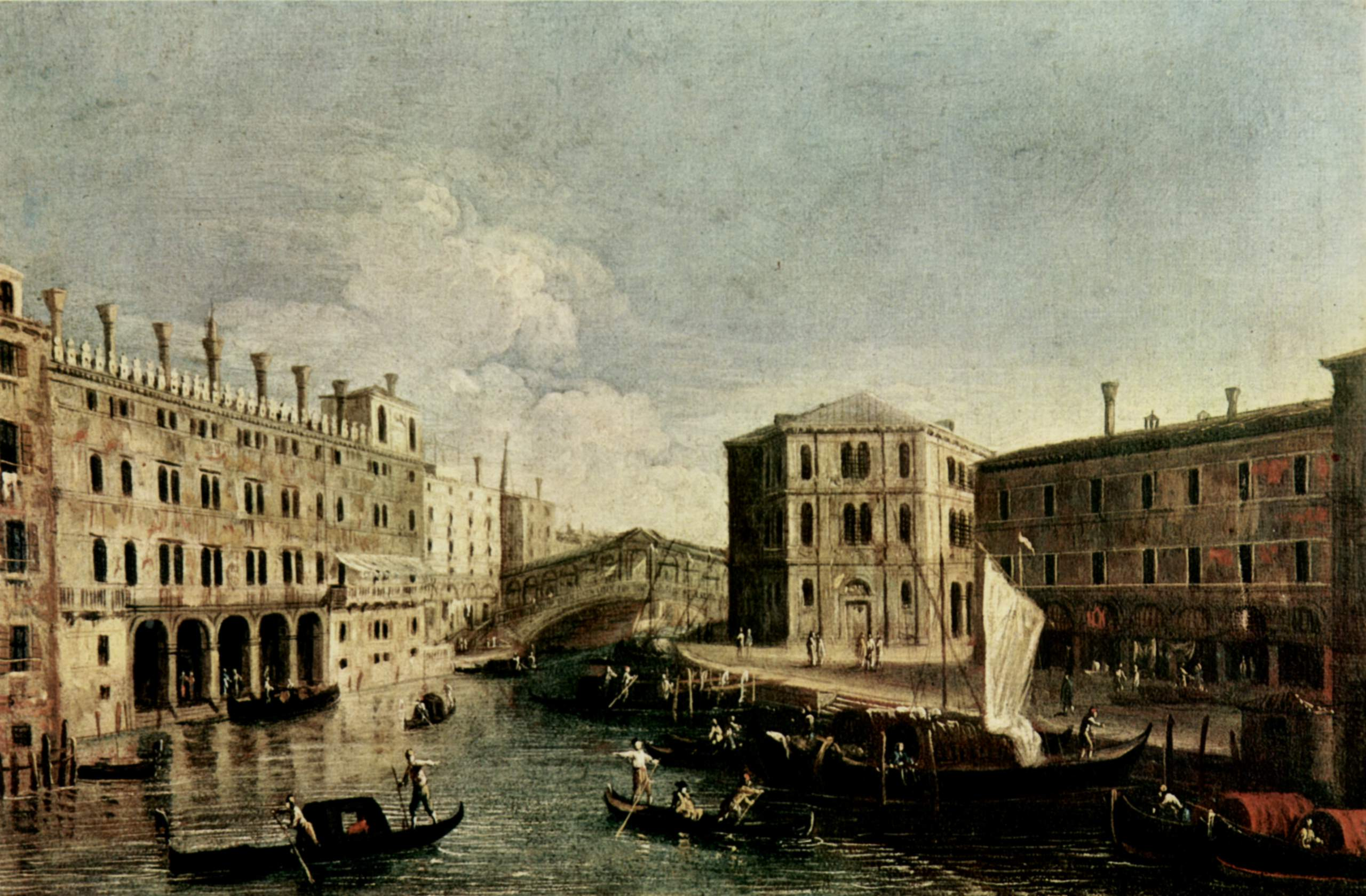
Canaletto, représentation du XVIIIe siècle avec la tourelle et les traces des fresques visibles.

### Extérieur
Grand complexe surplombant le pont du Rialto, le Fontego est un bâtiment de plan carré disposé sur trois niveaux autour d'une cour intérieure, couverte d'une structure de verre et d'acier, où est conservé l'ancien puits. Au rez-de-chaussée, cinq grandes arcades en plein cintre ferment un portique sur le Grand Canal, où étaient déchargées les marchandises. Le deuxième niveau est traversé par une longue rangée de fenêtres à meneaux et de fenêtres à simple lancette qui correspondent symétriquement aux plus petites fenêtres quadrangulaires des deux étages supérieurs. Le sommet de l'édifice est crénelé.
Vers 1508, la façade donnant sur le Grand Canal fut peinte à fresque par Giorgione et Titien, mais il ne reste aujourd'hui que quelques fragments de leur travail dans la Ca' d'Oro, détériorés par les agents atmosphériques et le climat humide et saumâtre de la lagune.

### Intérieur
Les intérieurs conservaient également des œuvres inestimables des peintres Paul Véronèse, Titien et Le Tintoret, dont presque toutes les traces ont été perdues aujourd'hui. Dans la salle dite des banquets se trouvait l'image du Sauveur, attribuée au Titien et un tableau du Tintoret avec Diane sur le chariot poursuivi par les Heures. Dans la même salle se trouvaient des cuirs dorés, gravés de fables et d'histoires peintes par Véronèse et des tableaux avec Jupiter, Junon et d'autres dieux et déesses.
Les nombreux symboles que les marchands ont gravés subsistent, surtout sur la pierre des colonnes, pour indiquer les pièces dans lesquelles entreposer les marchandises, témoignage de la fonction qu'a remplie l'édifice au cours des siècles.

### Fresques détachées
Les fresques détachées de l'extérieur de l'édifice (depuis 1937) ont été conservées dans divers lieux ( Palais des Doges, Galeries de l'Académie de Venise), avant d'être disposés dans la Ca' d'Oro.
De Giorgione restent la Nuda dans une niche et des fragments de figures féminines. De Titien restent:
- Compagno della calza, 241 × 159 cm
- Judith/Justice, 212 × 346 cm
- Combat de géants et de monstres, 157 × 320 cm
- Allégorie, 157 × 328 cm
- Combat d'un puto avec un dragon, 155 × 375 cm.

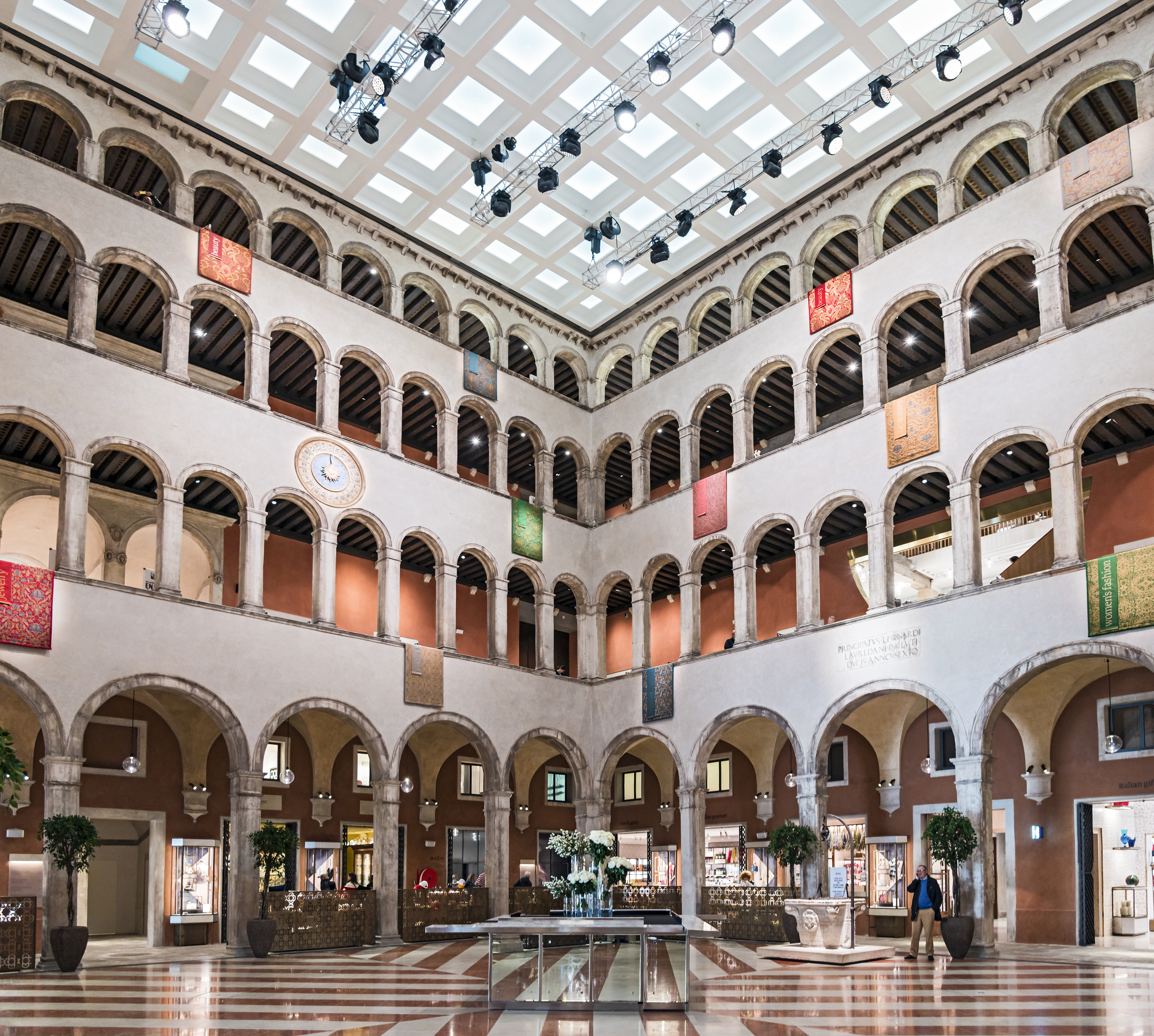
La cour intérieure.
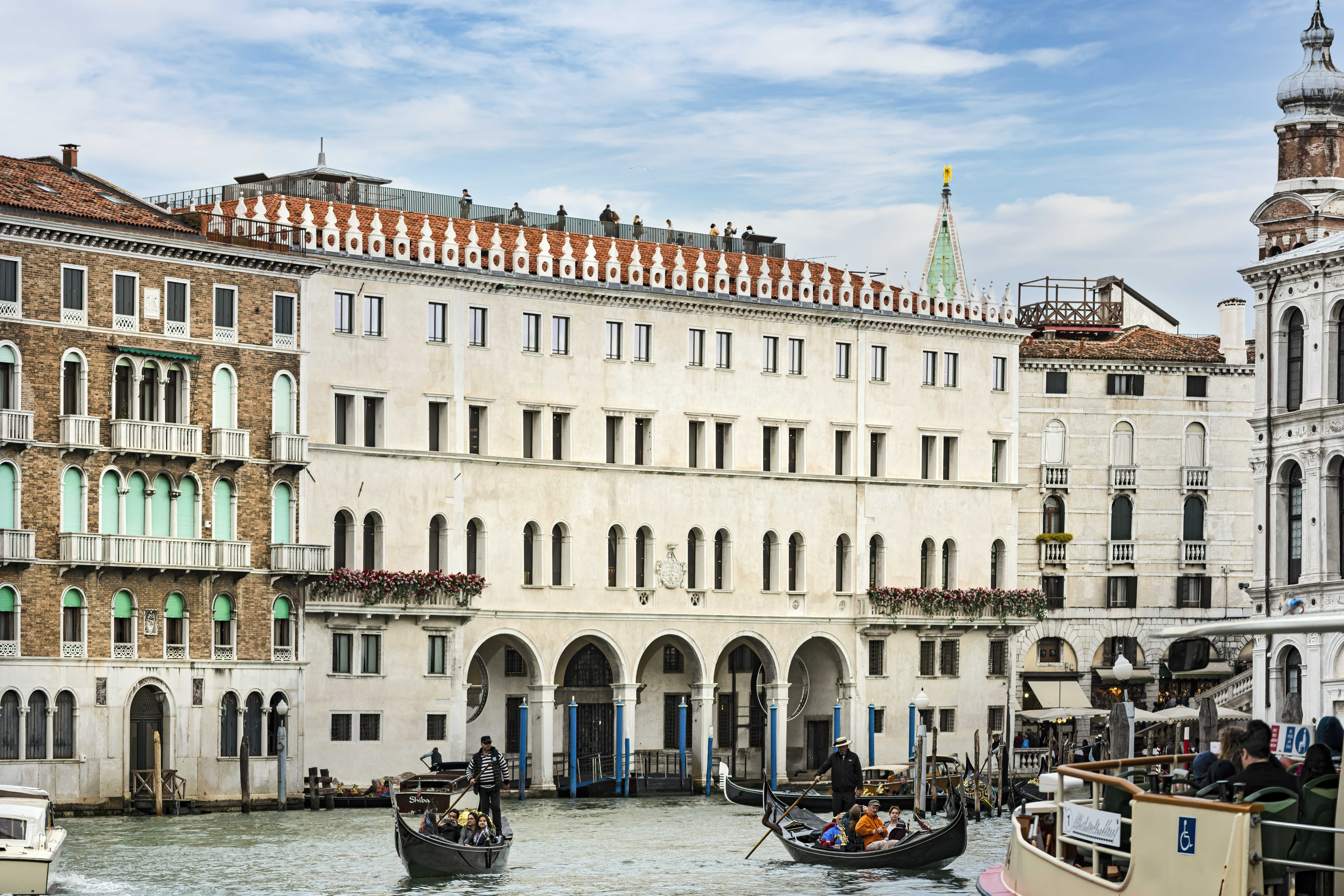
La nouvelle façade et le toit panoramique.